# جيرالد كرافيلي
جيرالد كرافيلي (بالإنجليزية: Gerald Caravelli)‏ هو لاعب الجسر ‏ أمريكي، ولد في 25 يوليو 1943، وتوفي في 29 فبراير 2012.